# Vacation (album The Go-Go's)
Vacation è il secondo album del gruppo femminile pop rock/new wave statunitense delle Go-Go's. Pubblicato nel 1982, su etichetta I.R.S. Records, il disco ha raggiunto il Numero 8 nella classifica statunitense degli Hot 200 di Billboard, ottenendo il disco d'oro. Sia la title track Vacation che la cover Cool Jerk sono stati grandi successi di classifica; all'epoca dell'uscita del long playing, le Go-Go's andavano ancora molto forte e sembravano avere davanti a sé un futuro radioso. In ogni caso, i problemi futuri incominciavano già a trasparire, a causa dell'uso e dell'abuso di droghe e delle liti interne tra i cinque membri, che diventavano sempre più violente.
Oltre al brano che dà il titolo all'LP (la cover del pezzo anni sessanta Cool Jerk verrà infatti pubblicata come singolo, in versione registrata nuovamente, soltanto nel 1991, per promuovere la prima raccolta della band, Greatest, uscita nel 1990), altri due singoli furono estratti dal 33 giri all'epoca della sua promozione: Get Up and Go e He's So Strange, che divennero due successi minori negli USA. Per quanto riguarda il singolo apriprista, che apre anche l'album e gli dà il titolo, Vacation, il brano è stato pubblicato anche in formato cassetta singola e, a quanto pare, si sarebbe trattato della prima cassetta singola nella storia della musica.
Un'ultima nota merita la traccia intitolata This Old Feeling: questo brano, già notevole di per sé, in quanto ha il merito di essere riuscita a descrivere con una certa originalità quello che viene appunto definito come «il sentimento più vecchio del mondo», e cioè l'amore, argomento piuttosto inflazionato nei testi di canzoni, presenta una tipica introduzione di basso, che sarebbe poi stata ripresa, più o meno inalterata, nell'introduzione del primo successo solista della cantante Belinda Carlisle, la Numero 3 statunitense dell'estate del 1986, Mad About You, in cui compare anche l'ex chitarrista dei Duran Duran, Andy Taylor, pubblicata sempre dalla I.R.S. Records.

## Tracce
1. Vacation – 2:59 (testo: Kathy Valentine, Charlotte Caffey, Jane Wiedlin – musica: Kathy Valentine, Charlotte Caffey)
2. He's So Strange – 2:58 (testo: Jane Wiedlin – musica: Charlotte Caffey, Leonard Phillips, Glen Curtis)
3. Girl of 100 Lists – 2:20 (Jane Wiedlin)
4. We Don't Get Along – 2:46 (Kathy Valentine)
5. I Think It's Me – 2:42 (testo: Belinda Carlisle, Charlotte Caffey – musica: Charlotte Caffey)
6. It's Everything but Partytime – 3:21 (testo: Jane Wiedlin – musica: Jane Wiedlin, Gina Schock)
7. Get Up and Go – 3:18 (testo: Jane Wiedlin, Charlotte Caffey – musica: Charlotte Caffey)
8. This Old Feeling – 3:06 (testo: Jane Wiedlin – musica: Charlotte Caffey)
9. Cool Jerk (The Capitols cover) – 2:53 (Donald Storball)
10. The Way You Dance – 2:56 (testo: Jane Wiedlin, Kathy Valentine – musica: Charlotte Caffey)
11. Beatnik Beach – 2:53 (testo: Charlotte Caffey, Belinda Carlisle – musica: Charlotte Caffey)
12. Worlds Away – 4:00 (Jane Wiedlin, Kathy Valentine)
13. Speeding – 2:09 (Charlotte Caffey, Jane Wiedlin)

Durata totale: 38:21

## Riferimenti alla title trackVacationnella cultura di massa americana
- La title track Vacation compare in Fahrenheit 9/11 di Michael Moore, mentre vengono mostrate delle immagini del presidente George W. Bush che gioca a golf prima dell'attacco terroristico dell'11 settembre.
- Il singolo compare nel tredicesimo episodio della sedicesima stagione de I Simpson intitolato, nell'originale in lingua inglese, "Mobile Homer" (il titolo in lingua italiana è "Roulotte russa": nell'episodio, Homer viene cacciato di casa, dopo aver comprato un camper con i risparmi di Marge).
- Il singolo compare anche nello special intitolato Vacation, all'interno del programma Rugrats. I produttori e il cast di Rugrats hanno addirittura riscritto, previa autorizzazione, il testo del singolo, basandolo sullo speciale episodio e riregistrandolo con la voce di Cheryl Chase.
- Il singolo compare anche in uno spot per la Priceline.com (lo slogan era "More ways to save", cioè «Diversi modi di risparmiare»).
- Kelly Clarkson ha realizzato una cover del brano per il film/musical/commedia del 2003 intitolato From Justin to Kelly.
- Il singolo compare anche nell'episodio della serie Duckman, intitolato "In the Nam of the Father".
- Il singolo compare anche nel ventesimo episodio della sesta stagione della sit-com Scrubs, andato in onda in prima TV negli USA il 10 maggio 2007, intitolato, nell'originale in lingua inglese, "My Conventional Wisdom" (il titolo in lingua italiana è "Il mio non congresso medico"; la prima TV italiana è del 13 dicembre 2007).
- Il singolo è stato utilizzato nei trailer teatrali americani per il film britannico Mr. Bean's Holiday.
- Nel 2019, il singolo è stato utilizzato nei titoli di coda del film Spider-Man: Far From Home.

## Credits

### Band
- Belinda Carlisle: voce solista
- Charlotte Caffey: prima chitarra, tastiere, cori
- Gina Shock: batteria, percussioni
- Kathy Valentine: basso, cori
- Jane Wiedlin: chitarra ritmica, seconda voce

### Musicisti e produzione
- Steve Berlin: sassofono
- Thom Panunzio: registrazione e missaggio
- Richard Gottehrer: produzione
- Greg Colbi: masterizzazione
- James Ball, Stuart Furusho, David Leonard, Neil Pedinoff: assistenti di studio

### Staff
- Mick Haggerty: direzione artistica, design e fotografia
- Ginger Canzoneri: direzione artistica

## Classifiche

### Album
| Classifica         | Posizione più alta | Premi       |
| ------------------ | ------------------ | ----------- |
| U.S. Billboard 200 | 8                  | Disco d'oro |

### Singoli
| Anno | Singolo         | U.S. Hot 100 | U.S. MSR | U.S. Dance | UK Top 75 |
| ---- | --------------- | ------------ | -------- | ---------- | --------- |
| 1982 | Vacation        | 8            | 13       | 17         | -         |
| 1982 | Get Up and Go   | 50           | 46       | -          | -         |
| 1982 | He's So Strange | -            | 46       | -          | -         |
| 1991 | Cool Jerk       | -            | -        | -          | 60        |

## Dettagli pubblicazione
| Paese    | Data | Etichetta      | Formato | N° Catalogo |
| USA      | 1982 | I.R.S. Records | LP      | ILP 85961   |
|          |      |                | MC      | IMC 85961   |
| Germania | 1990 |                | CD      | CD 75031    |